# Ecnomus arabicus
Ecnomus arabicus är en nattsländeart som beskrevs av Malicky 1986. Ecnomus arabicus ingår i släktet Ecnomus och familjen trattnattsländor. Inga underarter finns listade i Catalogue of Life.